# De Peñaranda

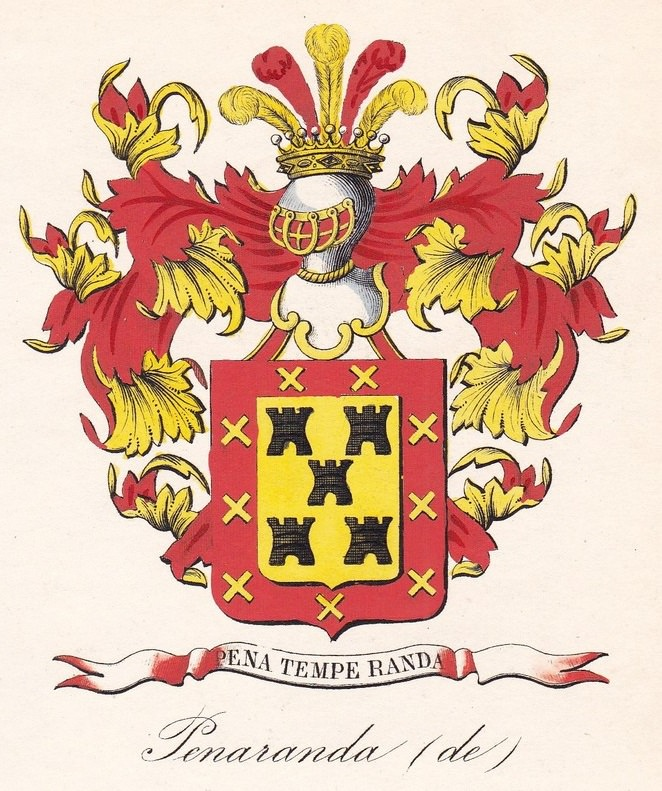
Wapen van de familie de Peñaranda de Franchimont.

Peñaranda (de) en Peñaranda de Franchimont (de) is een Zuid-Nederlandse familie van Spaanse oorsprong.

## Geschiedenis
Volgens familiegegevens was Louis de Peñaranda (1534-1601) de eerste van zijn familie die Retortillo in Spanje verliet om naar de Spaanse Nederlanden te komen en er als officier te dienen onder koning Filips II van Spanje, Margaretha van Parma, de hertog van Alva en de gouverneur Requesens. Hij werd de vertegenwoordiger in Keulen van de aartshertogen Albrecht en Isabella en trouwde er met Anne Savart, bij wie hij een zoon had.
- Louis II de Peñaranda (†1643) trouwde met Marie Mercer en ze hadden acht kinderen. Hij werd auditeur-generaal bij het Spaanse leger in de Nederlanden en sneuvelde in de Slag bij Rocroi.
  - André-Joseph de Peñaranda (Brussel, 1623 - Gent, 1697) trouwde met Antoinette Houssaye en vervolgens met Madeleine Pallant.
    - Antoine de Peñaranda, heer van Dufilé, geboren in Saint-Omer, kwam zich in Brugge vestigen en trouwde met Marie-Anne de Hermosa.
    - Pierre-Corneille de Peñaranda (1704-1766) werd schepen van het Brugse Vrije. Hij trouwde met Anne-Marie van der Beke (1710-1744), vrouwe van Franchimont en vervolgens met Claire Simon de Ville (1717-1772).
      - Pierre de Peñaranda (1738-1792), heer van Franchimont, trouwde met Isabelle Simon de Ville (1732-1779).
        - Pierre de Peñaranda (zie hierna).
        - Jean de Peñaranda (zie hierna).

      - Marie Claire (1741-1788), gehuwd in 1769 met Henricus-Josephus Vander Vliert (zoon van Antonius Josephus x Gertrudis Vercamp)
      - Thérèse Caroline (1742-1814), gehuwd met Donatien Jacques van den Bogaerde (+1798)
      - Antoine de Peñaranda (zie hierna).

## Pierre de Peñaranda
- Pierre Joseph Bernard Hyacinthe de Peñaranda de Dufilé (Brugge, 23 augustus 1764 - 4 november 1823) trouwde met Thérèse Wynckelman (14/08/1772-20/07/1825) en ze kregen drie kinderen. In de Franse tijd was hij schepen van Brugge. In 1822 werd hij erkend in de erfelijke adel onder het Verenigd Koninkrijk der Nederlanden.
  - Désiré de Peñaranda de Franchimont (26/07/1799-26/01/1863) trouwde met Rosamonde Spong (20/04/1797-25/07/1872). Ze kregen acht kinderen, onder wie twee zoons, die respectievelijk jezuïet en missionaris in Indië werden.
    - Jean Frédéric Auguste de Peñaranda (23/10/1829-09/10/1902) trouwde met Emilie de Beughem de Neder-Heembeke (1830-1876).
      - Charles Antoine de Peñaranda (1861-1924) trouwde met Paula Jooris (1870-1960). Ze hadden twee zoons, met afstammelingen tot heden.
        - Frédéric de Peñaranda de Franchimont (1893-1984), majoor en hoofd van de inlichtingendiensten, werd in 1952 bevorderd tot baron, overdraagbare titel bij eerstgeboorte.

## Jean de Peñaranda
Jean Eugène François Xavier de Peñaranda (Brugge, 24 november 1765 - 15 augustus 1847), broer van de voorgaande, trouwde met Rose Simon de Ville (1771-1852) en ze hadden een enige dochter. Hij werd schepen van Brugge. In 1822 verkreeg hij erkenning in de erfelijke adel. Met zijn dood doofde deze familietak uit.

## Antoine de Peñaranda
Antoine Pierre François de Peñaranda (Brugge, 5 september 1747 - 21 september 1824) trouwde met Marie-Robertine Coppieters (1753-1794), dochter van de Brugse burgemeester Robert Coppieters. Zij overleed in Middelburg, toen het gezin op de vlucht sloeg voor de Franse invasie. Hij promoveerde tot licentiaat in de rechten en werd thesaurier van de stad Brugge. In 1823, enkele maanden voor zijn dood, werd hij erkend in de erfelijke adel. Het gezin kreeg zeven kinderen, maar in de volgende generatie waren er geen afstammelingen meer. De familietak doofde uit bij de dood van Joseph de Peñaranda (1789-1875).